# Halcampulactis solimar
Halcampulactis solimar Gusmão, Berniker, Van Deusen, Harris & Rodríguez, 2019 è un esacorallo dell'ordine Actiniaria, endemico dell'Antartide. È l'unica specie del genere Halcampulactis e della famiglia Halcampulactidae.

## Descrizione
La famiglia Halcampulactidae si caratterizza per la presenza di dodici mesenteri (otto completi e 4 incompleti) e per la presenza di invaginazioni del disco orale, simili a quelle descritte nel genere Oceanactis (Minyadidae), che si pensa vengano utilizzata per proteggere le larve.

## Biologia
Halcampulactis solimar è una delle poche specie di attinie che accudisce la propria prole. Tale comportamento è stato evidenziato solo in una cinquantina di specie, undici delle quali vivono nelle acque dell'Antartide.

## Distribuzione e habitat
Halcampulactidae è l'unica famiglia di antozoi endemica dei mari antartici.